# Albert Gordon Austin
Albert Gordon Austin (ur. 1918 w Melbourne, zm. 1990) – australijski pisarz.
Urodzony i wykształcony w Melbourne. Podczas II wojny światowej służył w armii australijskiej na Bliskim Wschodzie i na Nowej Gwinei. Następnie wykładał na University of Melbourne. Jego najważniejsze wydawnictwa to George William Rusden (1958), Australian Education, 1788-1900 (1961), Selected Documents in Australian Education, 1788-1900 (1963).